# Àtom de Rydberg

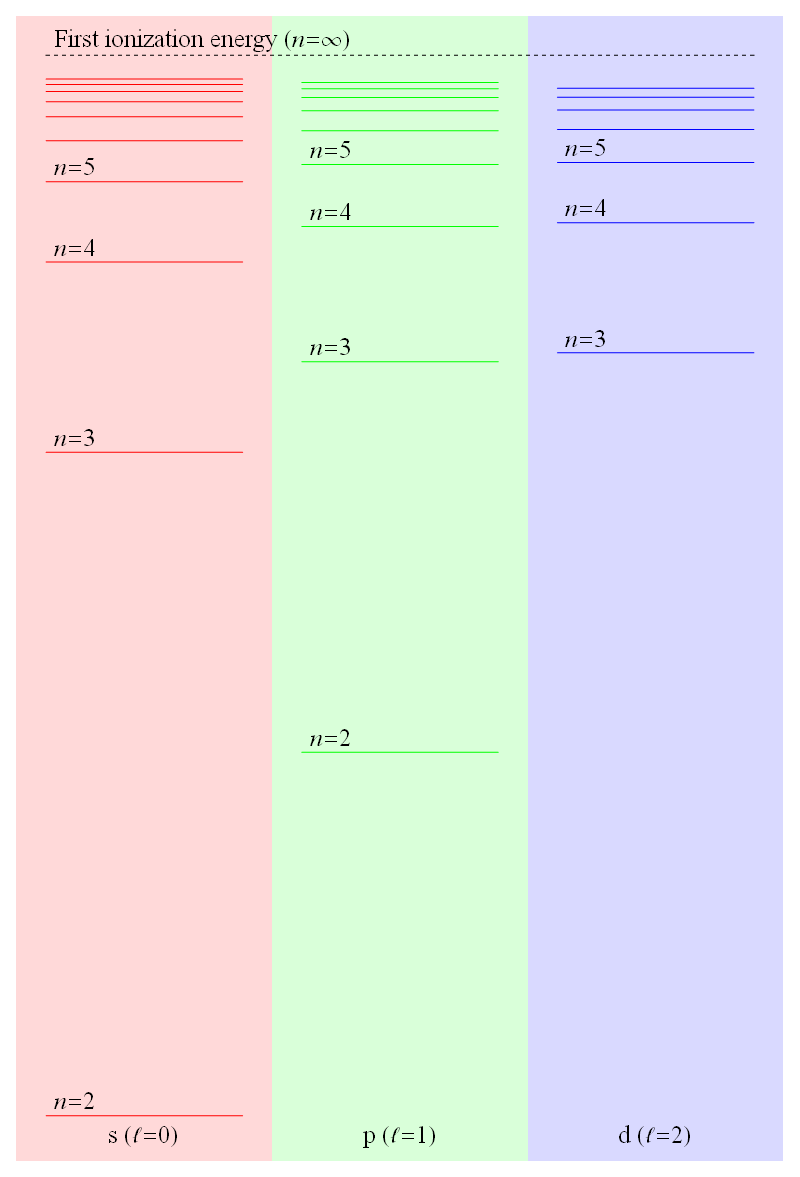
Figura 1: Nivells d'energia en el liti atòmic mostrant les sèries de Rydberg en els 3 valors més baixos del moment angular en el moment angular orbital.

Un àtom de Rydberg és un àtom excitat amb un o més electrons que tenen un nombre quàntic principal molt alt. Aquests àtoms tenen un gran nombre de propietats peculiars incloent una exagerada resposta a un camp elèctric i a un camp magnètic llarg període de desintegració i funcions d'ona electròniques que els aproximen, sota algunes condicions, a les clàssiques òrbites dels electrons sobre les nuclis atòmics.

## Història
L'existència de les sèries de Rydberg va ser primer demostrada l'any 1885 quan Johann Balmer descobrí la fórmula empírica simple de les sèries de Balmer per llum de longituds d'ona associades ab transicions en hidrogen atòmic. Tres anys més tard el suec Johannes Rydberg presentà una versió generalitzada de la fórmula de Balmer que ara rep el nom de fórmula de Rydberg que postula sèries infinites en nivels d'emnergia convergents en un límit finit
Aquestes sèries van ser explicades qualitativament per Niels Bohr en el seu model de l'àtom d'hidrogen en el qual valors quantificats del moment angular porten als nivells d'energia discrets observats. Una completa derivació quantitativa de l'espectre observat la van fer Wolfgang Pauli el 1926 seguint el desenvolupament de la mecànica quàntica per part de Werner Heisenberg i d'altres.

## Aplicacions
Els àtoms de Rydberg tenen una alta susceptibilitat magnètica, Χ i efectes impossibles de detectar amb els àtoms corrents es poden detectar amb els àtoms de Rydberg.
Els àtoms de Rydberg es formen normalment en plasma i serveixen per determinar les propietats dels plasmes.
La condensació dels àtoms de Rydberg forma la matèria de Rydberg amb agregats de llarga vida.
En astrofísica els àtoms de Rydberg són una important font de radiació interestel·lar pels atrònoms
Com que aquests àtoms tenen una mida gran poden mostrar moments dipolars elèctrics molt grans i, per tant, són candidats per a fer un ordinador quàntic.